# نيوبورت الشرقية (دائرة انتخابية في المملكة المتحدة)
نيوبورت الشرقية (بالإنجليزية: Newport East)‏ هي إحدى الدوائر الانتخابية في المملكة المتحدة الممثلة في مجلس العموم في برلمان المملكة المتحدة.
عضو البرلمان الذي يمثلها حالياً هو :Jessica Morden (Lab).